# 全球寒化
全球寒冷化（global cooling）是指地球的溫度逐漸降低；更精確地說，是一種認為地球的表面溫度受到冰川擴大的影響而逐漸降低的理論。部份媒體以冰河時期的循環週期，以及在1940至1970年代早期間短暫的氣溫下降趨勢為主要觀點進行報導，因此即使這項理論從未有顯著的科學證據，但依然受到許多人的關注。
目前大部分科學家的共識認為，地球的溫度並非越來越低，而是處於全球暖化的階段，這項改變被認為主要是受到人類活動的影響。

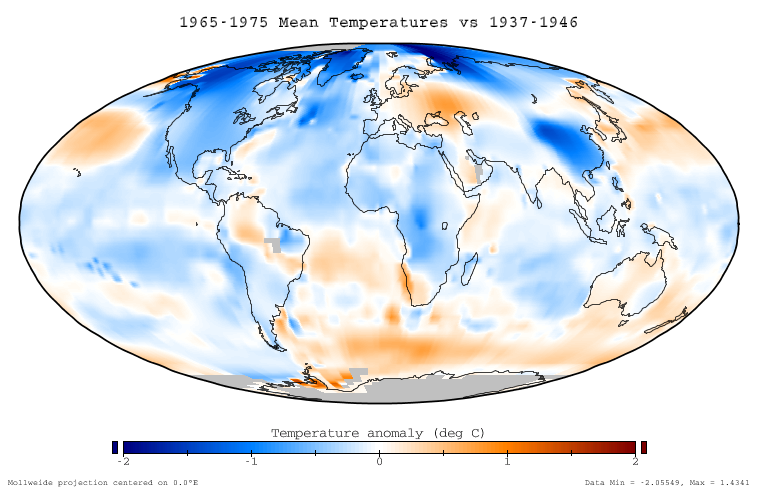
1965年至1975年時期的氣溫異常，許多地區的氣溫和1937年至1946年間相比下降了1至2度。但也有部份地區的溫度是上升的。

## 概述：常見的憂慮和疑惑
在1970年代，人們開始注意到自1945年以來全球的氣溫正在逐漸下降。在當時，社會上受到關注的環境議題包括垃圾過量、化學廢棄物的處理、空氣污染煙霧（smog）、微粒污染，以及酸雨，因此雖然保羅·洛弗·埃力克（Paul Ralph Ehrlich）指出氣候變化是因為溫室氣體的排放，但仍僅有少部份的人關注這個議題。
全球寒冷化議題在1970年代中期受到大眾傳媒注意不久後，溫度下降的趨勢就已經停止。而在1970年代早期，就已有溫度學研究組織開始擔心二氧化碳增加造成的影響，而當時認為自然環境和人類活動都是造成全球氣候異變的原因。
傳達環境變化的訊息包括空氣污染煙霧分級、煙霧的來源和影響報告、反對廢棄物與毒物的傾倒，以及受到酸雨影響的樹木調查報告等。許多家庭的後院設有燃燒垃圾之設備，因此開始有人擔心在秋天時燃燒落葉所產生的大量煙霧，會對環境造成不良的影響。許多地方在1960年代就已經發佈了燃燒廢棄物的限制法律。
到了2010年代初期，全球暖化而引致全球寒冷化再度受到關注，尤其是在2010年一些北美城市出現了創記錄的冰雪天。習慣於暖冬的城市也遭遇到不同尋常的寒冷。同樣的氣候現像也使英國出現了30多年來最冷的寒冬，歐洲其他地區也出現了北極氣候狀況，2012年2月初，歐洲多國再次受到近百年來最大的寒流，甚至蔓延至北非及地中海沿岸國家，更有媒體以「小冰河時期」形容是次情況。另一方面，2010年末至2012年，50年來最強且罕有持續2年的拉尼娜現象而造成東亞地區，例如日本、南韓、中國大陸、香港等地冬季氣溫異常持續偏低。不少科學家都將全球暖化引致北極冰川融化，令冰冷海水進入海洋，同時增強了北極洋流，引致近這兩年的冬季氣溫偏低。目前，有些人認為全球氣溫減緩或停止下降是由於受到溫鹽環流（英文省略為THC）的影響，因冰河融化而使得大量的冷水混入大西洋或許可以證明這個觀點。但大多人為這種情況發生的可能性很低，政府間氣候變化專門委員會（IPCC）記載中表示，「然而，即使在溫鹽環流（THC）發生的氣候模型下，歐洲地區的氣溫仍然是在上升的。舉例來說，在所有的全球氣候模型中，輻射效應（辐射强迫）的影響都在增加，而輻射效應正是歐洲西北部氣溫向上升高的徵兆。」亦有科學家認為這一兩年的趨勢，不可以完全指出為「全球寒化」。整體而言，地球平均氣溫仍然呈上升的趨勢。。
世界海洋的溫鹽環流停止後造成全球寒冷化的後果，在與科學事實有所出入的電影《明天過後》中出現。

## 釋
1. ↑  .   [2007-05-30]. （原始内容存档于2007-06-01）.
2. ↑  Erlich, Paul. . Backseat driving.   [November 17, 2005]. （原始内容存档于2007-04-06）.
3. ↑  Kukla, G. J., R.K. Matthews & J.M. Mitchell. . Quaternary Research, 2, 261- 9, 1972: "The end of the present interglacial".   [November 17, 2005]. （原始内容存档于2007-07-06）.
4. ↑  Minnesota Office of Environmental Assistance.  (PDF).   [November 17, 2005]. （原始内容 (PDF)存档于2006年5月2日）.
5. ↑  United States Environmental Protection Agency. .   [November 17, 2005]. （原始内容存档于2008-01-16）.
6. ↑  原文：However, even in models where the THC weakens, there is still a warming over Europe. For example, in all AOGCM integrations where the radiative forcing is increasing, the sign of the temperature change over north-west Europe is positive.
7. ↑  Intergovernmental Panel on Climate Change. .   [November 17, 2005]. （原始内容存档于2016-03-05）.

## 外部連結
- （中文）绿色和平：气候变化的相关资料（页面存档备份，存于）
- （英文）在許多不同的報告上關於「1970年代的另一個冰河時期預測」的討論和引言摘要（页面存档备份，存于）
- （英文）Climate Change Chronicles（页面存档备份，存于）
- （英文）在報紙上的相關報導（页面存档备份，存于）
- （英文）〈另一個冰河時期？（页面存档备份，存于）〉，1974年《時代雜誌》